# Cameron Brink
Pour les articles homonymes, voir Brink (homonymie).
Cameron Lee Brink , est une joueuse américaine de basket-ball née le 31 décembre 2001 à Beaverton dans l'Oregon.
Elle évolue pour le Cardinal de Stanford de la Conférence Pac-12. Elle a fréquenté les lycées Mountainside et Southridge et a été sélectionnée All-American de McDonald's et classée troisième joueuse de sa classe par ESPN.
En première année à Stanford, Cameron Brink a aidé son équipe à remporter le championnat national. Lors de sa deuxième saison, elle a partagé les honneurs de la Joueuse de l'année du Pac-12 et a mené son équipe au Final Four.
En tant que junior, Cameron Brink a reçu le titre de Joueuse défensive de l'année de la WBCA et est devenue la meilleure contreuse de l'histoire de Stanford. Lors de sa dernière saison, elle a été nommée pour la deuxième fois Joueuse de l'année de la Pac-12.
Cameron Brink a remporté deux médailles d'or avec les États-Unis au niveau international des jeunes et a mené l'équipe nationale 3×3 au titre lors de la Coupe du monde FIBA 3×3 de 2023, où elle a été nommée meilleure joueuse du tournoi (MVP).

## Jeunesse
Cameron Brink est née le 31 décembre 2001 à Princeton dans le New Jersey,. Lorsqu'elle à huit ans, sa famille déménage pour trois ans à Amsterdam où ses parents, Greg Brink et Michelle Bain-Brink travaillent pour Nike. Elle ne retourne aux États-Unis qu'avant de commencer la sixième année,.
Elle est initialement attirée par le volley-ball après avoir regardé les Jeux olympiques d'été de 2012. Elle participe à un camp de basket-ball organisé par son parrain, Dell Curry, ancien  joueur de la National Basketball Association (NBA) lors d'une visite à Charlotte, en Caroline du Nord. Elle découvre alors sa passion pour ce sport,.
De retour à Amsterdam, Cameron Brink joue pour son école où elle la plus jeune joueuse de l'équipe. L'année d'après, sa famille déménage dans l’Oregon, où elle s'inscrit en club.

## Carrière au lycée
Cameron Brink joue au basket-ball pour la Southridge High School de Beaverton, dans l'Oregon, pendant trois saisons, sous la direction de l'entraîneur-chef Mike Bergmann. En première année, elle réalise des moyennes de 12,5 points, 8,5 rebonds et 3,7 contres par match, aidant son équipe à remporter le titre d'État de classe 6A. Durant sa deuxième saison, elle mène Southridge à un record de 28-1 et à un deuxième championnat d'État consécutif de classe 6A, avec des moyennes de 17,1 points, 10,5 rebonds et 2,7 contres par match. Elle est nommée Joueuse de l'année Oregon Gatorade.
Dès le début de sa saison junior, Cameron Brink prend un rôle de premier plan pour Southridge, avec une moyenne de 21,3 points et 11,1 rebonds par match. Elle mène son équipe à la finale de l'État 6A et reçoit les honneurs de Joueuse de l'année de l'Oregon de USA Today, tout en réitérant le titre de Joueuse de l'année de l'Oregon Gatorade.
Elle est transférée à la Mountainside High School à Beaverton avant sa saison senior. Elle récolte en moyenne 19,7 points, 13,2 rebonds, 3,1 passes décisives, 2,5 interceptions et 2,5 contres par match. Elle rate cinq matchs en raison d'une entorse élevée à la cheville et joue sur blessure au tournoi d'État. Elle est sélectionnée pour jouer au McDonald's All-American Game et au Jordan Brand Classic, qui ont tous deux été annulés en raison de la pandémie de Covid-19,,.
En plus du basket-ball, Cameron Brink joue au volleyball pour Southridge. En deuxième année, elle aide son équipe à remporter son premier championnat d'État, enregistrant neuf attaques décisives et cinq contres contre Central Catholic High School lors de la finale de la classe 6A.

### Recrutement
Cameron Brink est considérée comme une recrue cinq étoiles et top 3 de la classe 2020 par ESPN. Elle s'engage le 7 novembre 2018 auprès de Stanford, malgré les offres de bourses de l'Oregon et d'UConn. Elle décrit alors Stanford comme l'école de ses rêves, attirée en particulier par les qualités de l'entraîneuse Tara VanDerveer et son assistante Kate Paye. Elle estime également que fréquenter cette université lui serait bénéfique après sa carrière de joueuse en raison de ses solides prouesses académiques,.

## Carrière universitaire

### Saison de première année
Cameron Brink fait ses débuts universitaires le 25 novembre 2020. Elle marque 17 points et prend 9 rebonds lors d'une victoire de 108 à 40 contre Cal Poly. Le 5 mars 2021, elle réalise un record de 24 points tout en totalisant 11 rebonds et 5 contres lors d'une victoire de 79 à 45 contre l'État de l'Oregon en demi-finale du tournoi Pac-12. Elle est nommée dans la All-tournament team après le succès de sons équipe dans le tournoi Pac-12. Elle aide son équipe à remporter son premier championnat national depuis 1992, contribuant 10 points, 6 rebonds et 3 contres dans une victoire de 54 à 53 contre l'Arizona dans le match pour le titre.
En tant que Freshman, Cameron Brink réalise des moyennes de 9,9 points, 6,6 rebonds et 2,8 contres par match, et est sélectionnée dans l'équipe Pac-12 All-Freshman et All-Pac-12 Honorable Mention. Elle bat le record de contres du programme en en totalisant 88.

### Deuxième saison

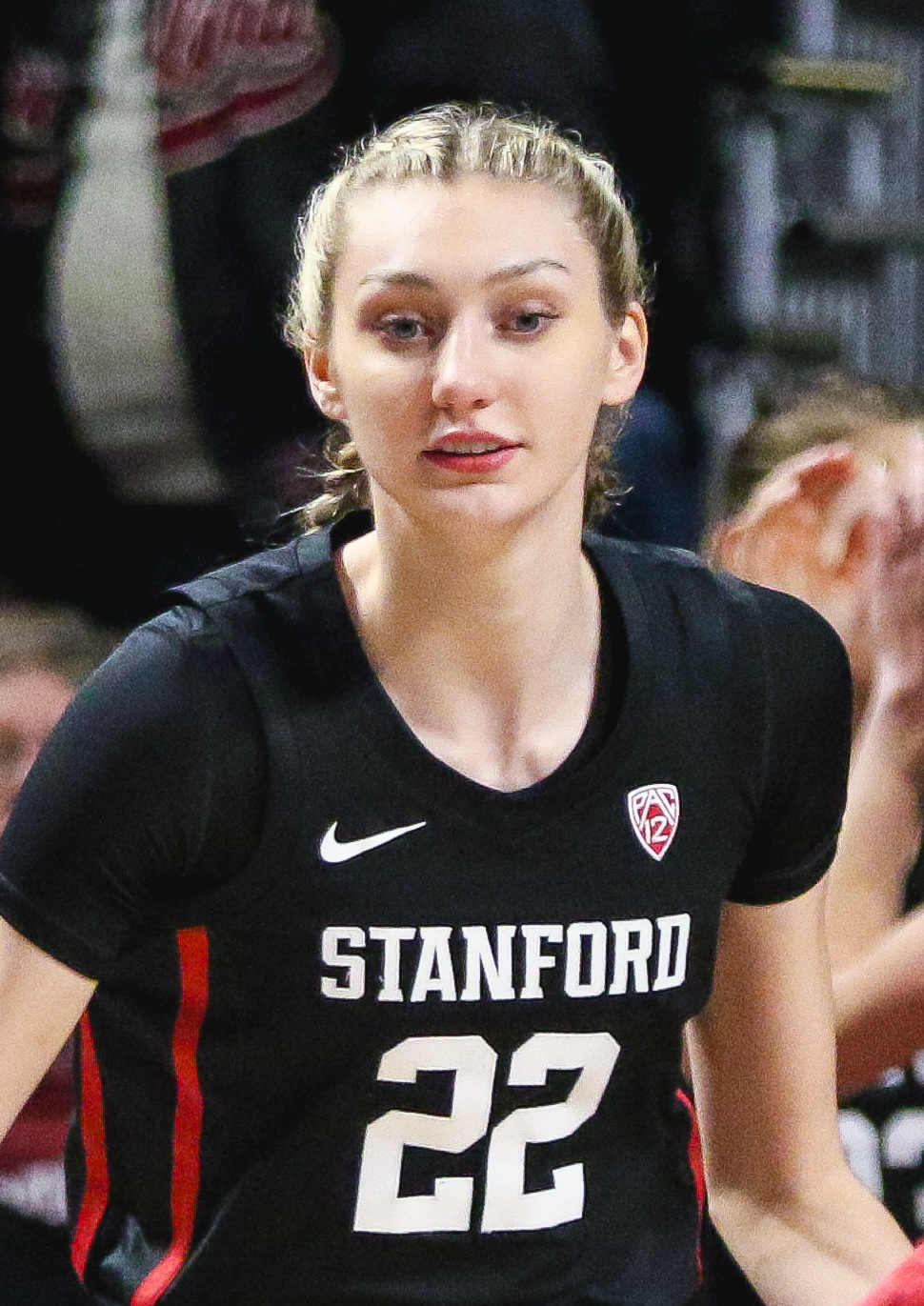
Cameron Brink en 2021.

Au cours de sa deuxième saison, Cameron Brink assume un rôle principal pour Stanford avec Haley Jones. Le 25 novembre 2021, elle a enregistré 21 points, 22 rebonds et 5 contres lors d'une victoire de 69 à 66 contre l'Indiana, quatrième. Le 30 janvier 2022, elle marque 25 points et prend 15 rebonds dans la victoire de 75 à 69 contre l'Arizona, huitième. Le 6 février, elle affiche un record de 26 points et prend 14 rebonds dans la victoire de 83 à 57 contre l'USC. Avec Cameron Brink, Stanford remporte le tournoi Pac-12 où elle est à nouveau nommée dans la  All-tournament team. Dans l'Elite Eight du tournoi NCAA 2022, elle inscrit 10 points, prend 6 rebonds et réalise 6 contre dans la victoire de 59 à 50 contre le Texas. Elle ramène ainsi son équipe au Final Four.
En tant que sophomore, Cameron Brink réalise des moyennes de 13,5 points, 8,1 rebonds et 2,6 contres par match. Elle établit un nouveau record de programme avec 91 contres en une seule saison et réussit 13 doubles-doubles. Elle remporte est élue meilleure joueuse et meilleure défenseuse du Pac-12 par les médias, membre de l'équipe All-Pac-12 et de l'équipe All-Defensive, troisième équipe All-American par l'Associated Press (AP) et la United States Basketball Writers Association (USBWA), et a fait partie de l'équipe All-America de la Women's Basketball Coaches Association (WBCA).

### Saison junior
Cameron Brink enregistre son premier triple-double le 29 janvier 2023, avec 16 points, 11 rebonds et un record en carrière de 10 contres lors d'une victoire de 62 à 54 contre l'Oregon. Elle surpasse Jayne Appel en tant que meilleur contreuse de Stanford le 17 février et ses six contres dans une victoire de 50 à 47 contre l'USC.
En tant que junior, Elle réalise des moyennes de 15,1 points, 9,6 rebonds et 3,5 contres par match et est nommée joueuse défensif All-Pac-12 et Pac-12 de l'année. Elle reçoit le prix de joueuse défensive de l'année WBCA qui récompense la meilleure défenseuse du pays. Elle est sélectionnée dans la deuxième équipe All-American de l'AP et USBWA, et à nouveau en tant qu'All-American WBCA. Elle est classée troisième meilleure contreuse de Division I et bat son propre record de programme en une seule saison avec 118 contres.

### Saison senior
Le 19 novembre 2023, Cameron Brink réalise son meilleur match, avec 29 points, 11 rebonds et six contres lors d'une victoire de 82 à 79 en prolongation contre Duke. Le 29 février 2024, elle inscrit 25 points et prend 24 rebonds, son nouveau record, lors d'une victoire de 67 à 63 contre l'État de l'Oregon.
Cameron Brink est nommée meilleure joueuse du Pac-12 de l'année et meilleure défenseuse par les entraîneurs et les médias de la ligue. Pour la troisième fois, elle est sélectionnée en All-Pac-12 et All-Defensive de conférence.
Le 12 mars 2024, elle déclare s'inscrire à la draft WNBA 2024.

## Carrière en équipe nationale
Cameron Brink représente les États-Unis à la Coupe du monde FIBA des moins de 17 ans 2018 en Biélorussie. Elle totalise en moyenne 3,6 points et 4,6 rebonds par match, permettant à son équipe de remporter la médaille d'or. Elle remporte une autre médaille d'or lors de la Coupe du monde FIBA des moins de 19 ans 2019 en Thaïlande, avec une moyenne de 2,0 points et 3,4 rebonds par match.
Cameron Brink joue pour l'équipe nationale 3×3 des États-Unis lors de la Coupe du monde FIBA 3×3 2023 en Autriche. Elle aide son équipe à remporter la médaille d'or et est nommée MVP du tournoi après avoir mené la compétition avec 39 rebonds et 10 contres.

## Hors du terrain

### Engagements
Cameron Brink plaide pour la déstigmatisation des problèmes de santé mentale, partageant publiquement ses luttes personnelles pendant la pandémie de Covid-19 et l'importance de se faire accompagner. En septembre 2022, elle reçoit le CalHOPE Courage Award, décerné par les College Sports Information Director of America à des étudiants-athlètes de Californie pour avoir surmonté le stress, l'anxiété et les traumatismes mentaux.

### Intérêts commerciaux
Brink est considérée comme l'une des joueuses de basket-ball universitaire les mieux rémunérées grâce aux accords de nom, d'image et de ressemblance (NIL). En 2023, elle  signe un accord NIL avec Chegg dans le cadre d'une campagne visant à soutenir la santé mentale des étudiants, inspirée par ses propres luttes contre l'anxiété. La même année, elle est la première basketteuse à signer avec New Balance. Elle est également engagée avec Urban Outfitters et Netflix.